# Josef Klička mladší
Josef Klička, křtěný Josef (10. listopadu 1889 Praha – 5. září 1978 Klatovy) byl český hudební skladatel, dirigent a hudební pedagog.

## Život
Pocházel z hudební rodiny. Jeho děd, Mansvet Klička, byl varhaníkem a regenschorim v Klatovech a otec Josef Klička starší byl významným hudebním skladatelem, dirigentem a hudebním pedagogem (mimo jiné byl dirigentem Prozatímního divadla a na Varhanické škole zastupoval Antonína Dvořáka v době jeho pobytu v Americe).
Josef Klička mladší vystudoval v Praze gymnázium a na Pražské konzervatoři hru na varhany. Absolvoval v roce 1909. Stal se vojenským kapelníkem v rakouské armádě. Od roku 1918 pak působil jako vojenský kapelník v armádě rumunské. Kromě toho učil hudbu na rumunských, maďarských a německých školách. Byl inspektorem civilních hudeb a dirigentem závodní hudby továrny na vagony v Brašově. V roce 1934 se jako dirigent účastnil zájezdu rumunského dechového orchestru do Československa, Polska a Jugoslávie.

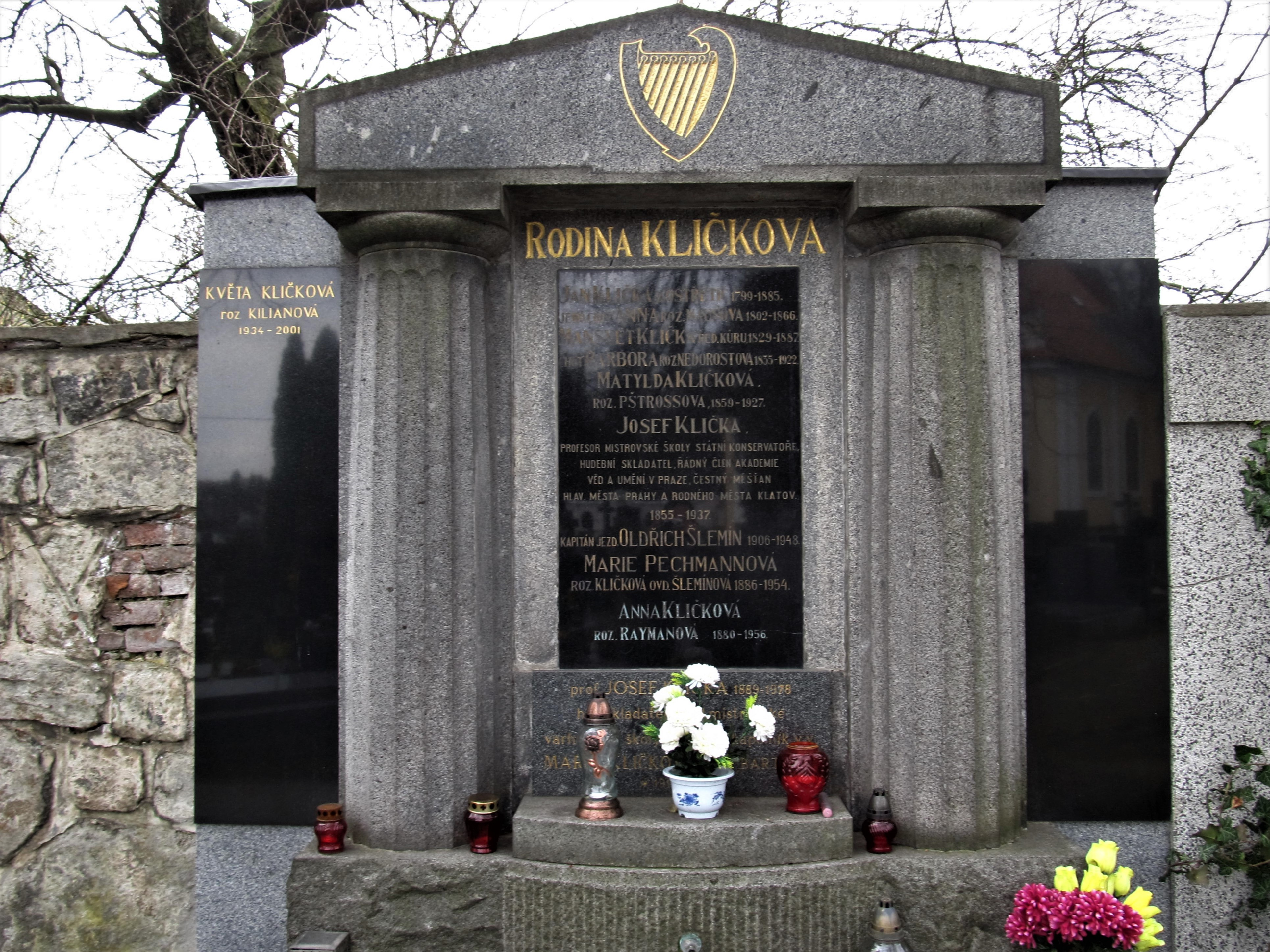
Rodinná hrobka na městském hřbitově v Klatovech

Do Čech se vrátil až v roce 1947. Učil na hudebních školách v Rumburku a v Klatovech.
Zemřel roku 1978 v Klatovech. Pohřben byl v rodinné hrobce na zdejším městském hřbitově.

## Dílo
Komponoval převážně chrámové skladby, písně a sbory. Dva jeho sbory získaly první cenu v Petöfiho skladatelské soutěži. Zdokumentováno je 128 skladeb. Po návratu do Čech se věnoval převážně instruktivní literatuře pro výuku hudby. V roce 1948 byla ve Šluknově provedena jeho scénická hudba k divadelní hře Zdeňka Endrise Vlčí skála.